# Harlots – Haus der Huren
Harlots – Haus der Huren ist eine in Großbritannien für ITV Encore und Hulu produzierte Fernsehserie. Im Produktionsland erfolgte die Erstausstrahlung am 27. März 2017, in den USA bei Hulu zwei Tage später. In Deutschland ist die Serie bei RTL Passion zu sehen.
Die Serie wurde um eine 3. Staffel verlängert. Die Erstausstrahlung der 3. Staffel fand am 10. Juli 2019 auf dem Sender Hulu statt.

## Inhalt
Die Serie spielt im 18. Jahrhundert in London und erzählt die Geschichte von Margaret Wells, die ein Bordell besitzt und gleichzeitig versucht, ihre Töchter großzuziehen.

## Besetzung
Die Synchronisation der Serie wird bei der Brandtfilm nach einem Dialogbuch von Gerd Naumann und Wolfgang Seifert unter der Dialogregie von Naumann erstellt.
| Rolle                                    | Darsteller            | Synchronsprecher  |
| ---------------------------------------- | --------------------- | ----------------- |
| Margaret Wells                           | Samantha Morton       | Sabine Arnhold    |
| Lydia Quigley                            | Lesley Manville       | Liane Rudolph     |
| Charlotte Wells                          | Jessica Brown Findlay | Rubina Kuraoka    |
| Florence Scanwell                        | Dorothy Atkinson      | Daniela Hoffmann  |
| Harriet Lennox                           | Pippa Bennett-Warner  | Svantje Wascher   |
| Nancy Birch                              | Kate Fleetwood        | Ilka Teichmüller  |
| Emily Lacey                              | Holli Dempsey         | Sonja Spuhl       |
| Charles Quigley                          | Douggie McMeekin      | Roland Wolf       |
| Thomas Haxby                             | Edward Hogg           | Nicolas Böll      |
| Justice Cunliffe                         | Richard McCabe        | Erich Räuker      |
| William North                            | Danny Sapani          | Matti Klemm       |
| Sir George Howard                        | Hugh Skinner          | Arne Stephan      |
| Lucy Wells                               | Eloise Smyth          | Luisa Wietzorek   |
| Josiah Hunt                              | Sebastian Armesto     | Tobias Nath       |
| Lady Isabella Fitzwilliam                | Liv Tyler             | Elisabeth Günther |
| Harcourt Fitzwilliam, Marquess of Blayne | Julian Rhind-Tutt     | Lutz Harder       |

## Veröffentlichungen
Die erste Staffel der Serie wurde im deutschsprachigen Raum am 5. April 2019 von Polyband Medien auf DVD veröffentlicht. Die zweite Staffel folgte am 15. Oktober 2019.